# Gerasim Sakow
Gerasim Waleriew Sakow (bulgarisch Герасим Валериев Заков; englische Transkription: Gerasim Valeriev Zakov; * 7. September 1984 in Kljutsch, Oblast Blagoewgrad) ist ein bulgarischer Fußballspieler.

## Karriere

### Verein
Sakow begann mit dem Vereinsfußball in der Jugend des bulgarischen Traditionsvereins ZSKA Sofia. 2002 wurde er hier in den Kader der Profimannschaft aufgenommen und spielte bis zum Sommer 2005 für diesen Verein. 2003 verbrachte er eine halbjährige Ausleihperiode bei Widima-Rakowski Sewliewo.
Nachdem er im Sommer 2005 ZSKA Sofia verlassen hatte, spielte Sakow bei einer Reihe von bulgarischen Vereinen. Nach einem kurzen Gastspiel in die chinesische Liga zu Chengdu Blades, wechselte Sakow im Oktober 2013 zurück nach Bulgarien. Beim FK Neftochimik kam er in der Saison 2013/14 jedoch nur einmal zum Einsatz. Anfang 2014 wechselte er zum FC Bansko in die B Grupa. Im Sommer 2014 ging er zu PAO Varda nach Griechenland, ehe ihn Anfang 2015 der thailändische Erstligist Sisaket FC verpflichtete. Dort saß er meist auf der Ersatzbank und kam auf fünf Kurzeinsätze. Seit Anfang 2016 ist er ohne Verein.

### Nationalmannschaft
Sakow spiele in den Jahren 2003 bis 2005 insgesamt fünfmal für die Bulgarische U-21-Nationalmannschaft und erzielte dabei zwei Tore.